# Ngulanwetan
Ngulanwetan is een bestuurslaag in het regentschap Trenggalek van de provincie Oost-Java, Indonesië. Ngulanwetan telt 3265 inwoners (volkstelling 2010).